# Fort van Sint-Katelijne-Waver

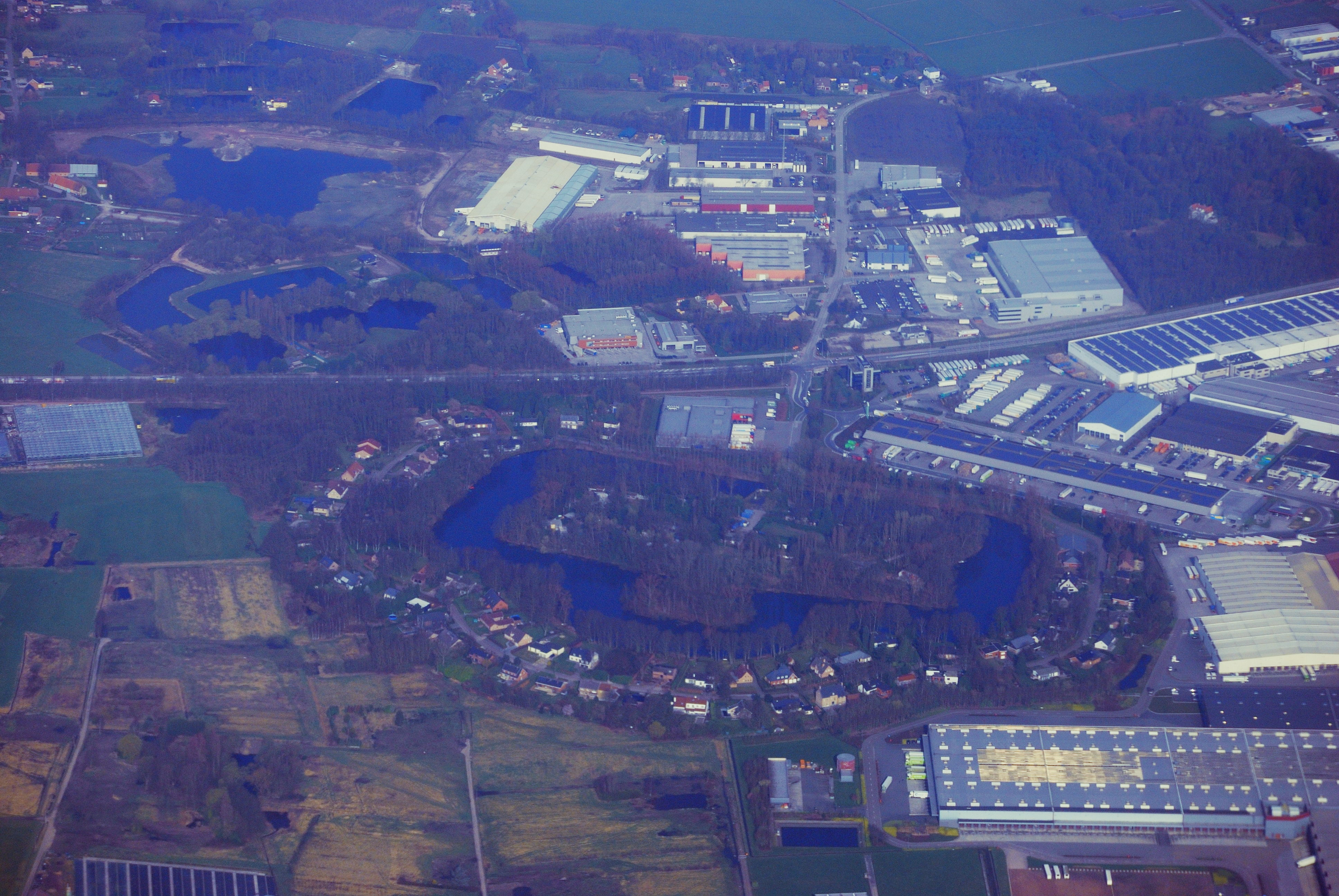
Fort van Sint-Katelijne-Waver

Het Fort van Sint-Katelijne-Waver is een fort in de Antwerpse plaats Sint-Katelijne-Waver, gelegen aan de Vestinglaan.
Dit fort maakte deel uit van de buitenste vestinggordel van de Stelling van Antwerpen, gelegen tussen het Fort van Walem en het Fort van Koningshooikt.
Al vroeg, in 1902 begon men met de bouw van dit fort en het was één der eerste forten van dit type. Het werd min of meer als prototype aangehouden voor de bouw van de andere forten. De meeste daarvan werden na 1906 gebouwd.
Vanaf 28 september 1914 werd dit fort door de Duitsers belegerd. Vrij snel werden de zwaarste kanonnen op het fort uitgeschakeld. In de nacht van 1 op 2 oktober 1914 werd het fort door de Duitsers ingenomen. Het was zo zwaar beschadigd dat het niet meer als legerdepot kon worden gebruikt. Wel werd het na de Eerste Wereldoorlog nog als infanteriesteunpunt ingericht, waarbij bunkertjes werden gebouwd en loopgraven aangelegd.
In 1947 werden de forten van hun militaire betekenis ontdaan al bleven ze soms wel als legerdepot in gebruik. Het Fort van Sint-Katelijne-Waver werd aangetast door bebouwing op het terrein, zoals vakantiehuisjes, en door dumpingen van grond en dergelijke.